# 尾関健
尾関 健（おぜき けん、1974年4月4日 - ）は、日本のドローンコンプライアンスアドバイザー。ドローンシティ江南代表。一等無人航空機操縦士。

## 来歴
愛知県江南市出身。
2022年1月から2月にかけて大分県で開催された「ドローンムービー世界大会」に小澤諒祐らとのチームで参加し優勝。

## 人物
ドローンの普及を目指す市民団体「ドローンシティ江南」の代表を務めるほか、小澤諒祐らの映像製作チームに参加している。ドローン関連の法律（航空法）やコンプライアンスを専門とし、チームでは小澤の飛行計画から運航管理、飛行に係る各種調整・報告事項など担当している。

## 受賞歴
- ドローンムービー世界大会 2022 in KUSU - 優勝[3]